# Teagan Croft
Teagan Croft  (Austrália, 23 de abril de 2004) é uma atriz australiana. Ela é mais conhecida por interpretar Ravena na série televisiva Titans.

## Carreira
A carreira de Teagan Croft começou quando ela fez o papel de Scout Finch em uma adaptação teatral de To Kill a Mockingbird aos nove anos de idade. Ela recebeu atenção suficiente para conseguir o papel principal no filme A Filha de Osiris. Ela foi escalada como a personagem da DC Comics, Ravena, para a série de TV Titans.

## Vida pessoal
Teagan tem duas irmãs. Ela também escreve suas próprias músicas e é uma ávida leitora de livros. Ela se mudou para Chicago, Illinois em 2016. Ela é sobrinha da também atriz Penny e Jessica McNamee.

## Filmografia

### Televisão
| Ano       | Título | Papel              | Notas           |
| --------- | ------ | ------------------ | --------------- |
| 2018-2023 | Titans | Rachel Roth/Ravena | Papel principal |

### Filme
| Ano  | Título                                        | Papel            | Notas |
| ---- | --------------------------------------------- | ---------------- | ----- |
| 2016 | Home and Away                                 | Bella Loneragan  |       |
| 2016 | Ficção Científica Volume 1: A Filha de Osiris | Indi Sommerville |       |
| 2023 | True Spirit                                   | Jessica Watson   |       |

### Teatro
| Ano  | Título                | Papel       | Notas |
| ---- | --------------------- | ----------- | ----- |
| 2014 | To Kill a Mockingbird | Scout Finch |       |